# سلسلة في كيه 30
في كيه 30 عبارة عن سلسلة من تصميمات الدبابات في ألمانيا في الحرب العالمية الثانية، والتي كانت تهدف في الأصل لتصميم دبابات «اختراق» ثقيلة، ولكنها تحولت لاحقًا بالكامل لتصميم الدبابات المتوسطة لتخلف الدبابات من طراز بانزر-3 و بانزر-4 ودبابات في كيه 20 المخطط لإنتاجها. تم طلب هذه الدبابات استجابةً للدبابات السوفيتية تي-34 و كي فيه-1، مع وجود دروع وأسلحة أثقل بكثير من المركبات المدرعة المتنقلة التي أرسلها الفيرماخت في ذلك الوقت. قدمت العديد من الشركات الألمانية مشاريع ومنها مان ودايملر-بنز و هينشيل وبورشه. والدبابات التي نجحت اد لإنشاء دبابات تايجر I و بانثر الشهيرة.